# مدرسه صمصامیه
مدرسۀ صمصامیه نخستین مدرسۀ امروزی در شهر قصر شیرین در استان کرمانشاه بود که در سال ۱۲۹۸ خورشیدی تأسیس شد.

## تاریخچه
مدرسۀ صمصامیه در سال ۱۲۹۸ خورشیدی همزمان با تأسیس ادارۀ معارف به همت شیرخان صمصام‌الممالک و کمک مالی نصرت‌الممالک پیشداد ساخته‌شد. مدیریت آن را در ابتدا جلال‌الدین میرزا جهانبانی برعهده داشت که همزمان رئیس ادارۀ معارف قصر شیرین نیز بود. اما از سال ۱۳۰۰ خورشیدی، شاعر قصر شیرینی، باقر فانی به مدیریت این مدرسه منصوب شد. تا پیش از تأسیس نخستین دبیرستان قصر شیرین در سال ۱۳۱۵ با نام دبیرستان پهلوی، کلاس‌های دانش‌آموزان دبیرستانی نیز در ساختمان مدرسۀ صمصامیه برگزار می‌شد.
پس از چند دهه مکان مدرسه توسط فردی به نام امین غفوری خریداری شده و به گاراژ تبدیل شد، اما مکان آن همچنان با نام صمصامیه شناخته می‌شد.

## مکان مدرسه
مکان مدرسۀ صمصامیه در ضلع شرقی میدان مرکز شهر به سمت رودخانۀ الوند بود. صمصامیه حیاط بزرگی داشت و ساختمان مدرسه در دو طبقه دور تا دور این حیاط ساخته‌شده‌بود. هم‌اکنون بلوار ساحلی محل سابق مدرسه را محو نموده‌است.

## رؤسای معارف قصر شیرین
به مدت طولانی رئیس ادارۀ معارف قصر شیرین و مدیر مدرسۀ صمصامیه یک نفر بودند. با تأسیس دبیرستان پهلوی در سال ۱۳۱۵ و پس از آن تأسیس مدرسۀ دیگری در قصر شیرین به نام مدرسۀ نوبنیاد، این قاعده نیز تغییر کرد. اسامی رؤسای معارف قصر از ابتدا (۱۲۹۸) تا انقلاب بهمن ۱۳۵۷ به شرح زیر است:
1. جلال‌الدین میرزا جهانبانی
2. باقر فانی
3. علی‌اوسط فرهپور
4. باقر ملکی
5. عبدالله کاردان
6. روشن نجفی، (در زمان نمایندگی وی در سال ۱۳۲۵ خورشیدی نمایندگی معارف در قصرشیرین تبدیل به ریاست شد و ایشان رئیس معارف قصر شیرین شدند.)
7. محمد حسین بیاناتی
8. روشن نجفی (بار دوم)
9. آقا علوم آل آقا
10. استوار
11. قدمی
12. موحد
13. حبیب‌نژاد
14. کشاورز
15. فروتن
16. اسداللهی
17. نیک‌عظم
18. معارفی
19. معتمدوزیری، (ریاست وی باشروع انقلاب بهمن ۱۳۵۷ همزمان شد.)
20. عبدالحسین دانا، (نخستین رئیس پس از انقلاب ۱۳۵۷ بود.)

## دانش‌آموختگان
- مرتضی باباخانی
- خسرو پیله‌ور
- بهمن یزدی صمدی
- فریدون بیگلری
- یحیی رحیمی
- اصغر آراسته
- اسماعیل پوررضا
- محمدرضا سکوت
- خلیل کویکی
- قاسم افشار